# Bolsjojteatern

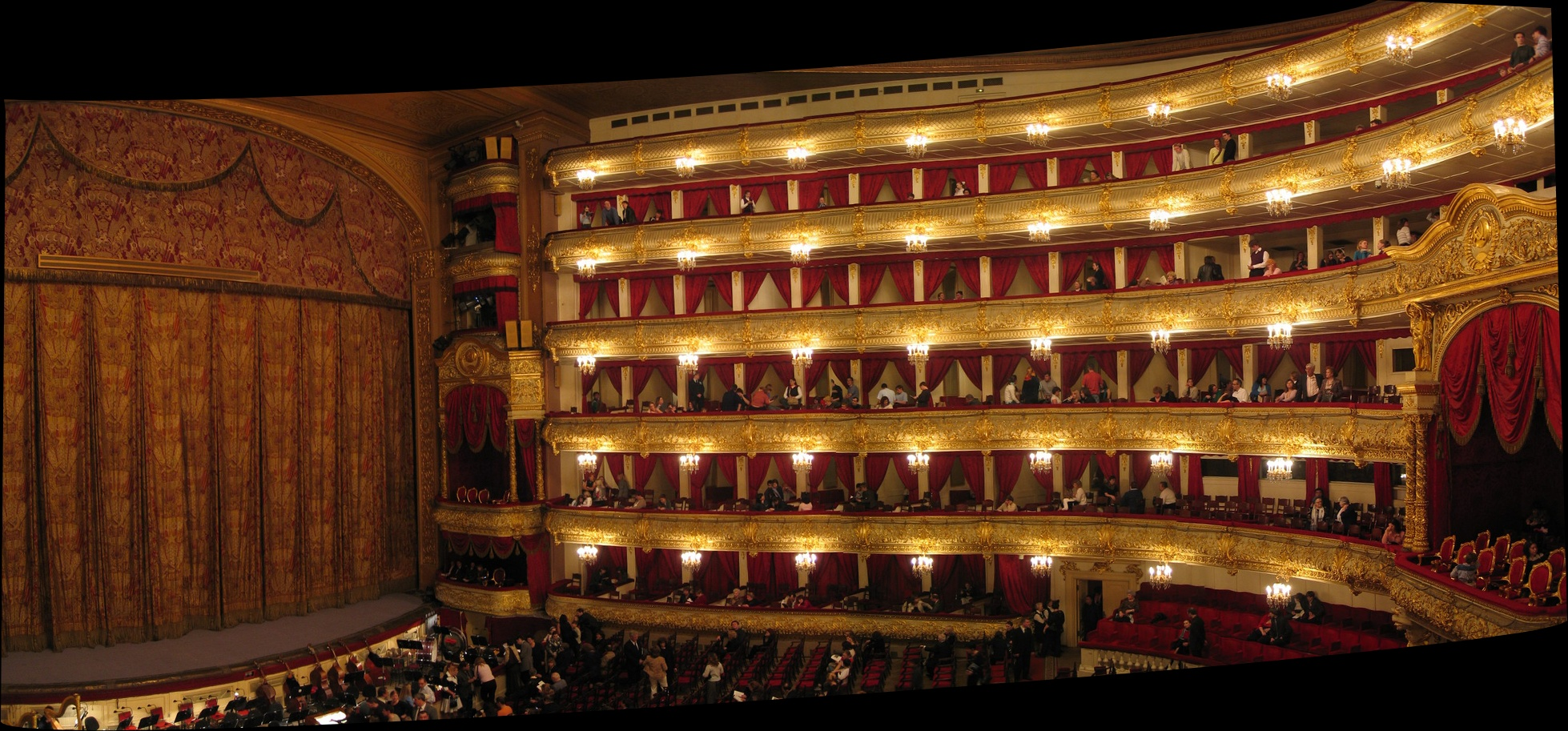
Huvudsalongen i Bolsjojteatern

Bolsjojteatern är Rysslands nationalscen för balett och opera. Den ligger vid Teatertorget (ryska: Театральная площадь) i centrala Moskva, grundad 1776 och är hemmascen för Bolsjojbaletten.

## Historia
Teatern grundades 1776 av furst Peter Urusov och den engelske teaterdirektören Michael Maddox. De första föreställningarna hölls i ett privat hem, men år 1780 förvärvade man Petrovkateatern där man började producera teater och opera.
År 1805 förstördes Petrovka av en brand. Den nuvarande byggnaden på Teatertorget byggdes år 1824 av arkitekterna Andrei Mikhailov och Joseph Bové. Samma år byggdes också den närliggande Malyjteatern.
Vid den tiden hade Moskva och Sankt Petersburg bara två teatrar vardera. En av dem var för opera och balett, medan den andra användes för tragedier och komedier. Eftersom opera och balett ansågs vara det "finaste", kallades operahusen för "Stora Teatrar" ("Bolsjoj" är ryska ordet för "stor") medan den andra teatern kallades "Lilla Teatern" ("Malyj" är ryska för "liten").
Bolsjojteatern invigdes den 18 januari 1825 med en föreställning av Fernando Sors balett Cendtrillon. Från början visades bara ryska verk, men runt 1840 utvidgades repertoaren till att omfatta även andra kompositörer. År 1853 förstördes teatern återigen av en brand. Efter omfattande reparationer kunde den åter öppnas 1856. Under andra världskriget träffades teatern av en bomb, men reparerades snabbt.

## Balett och opera

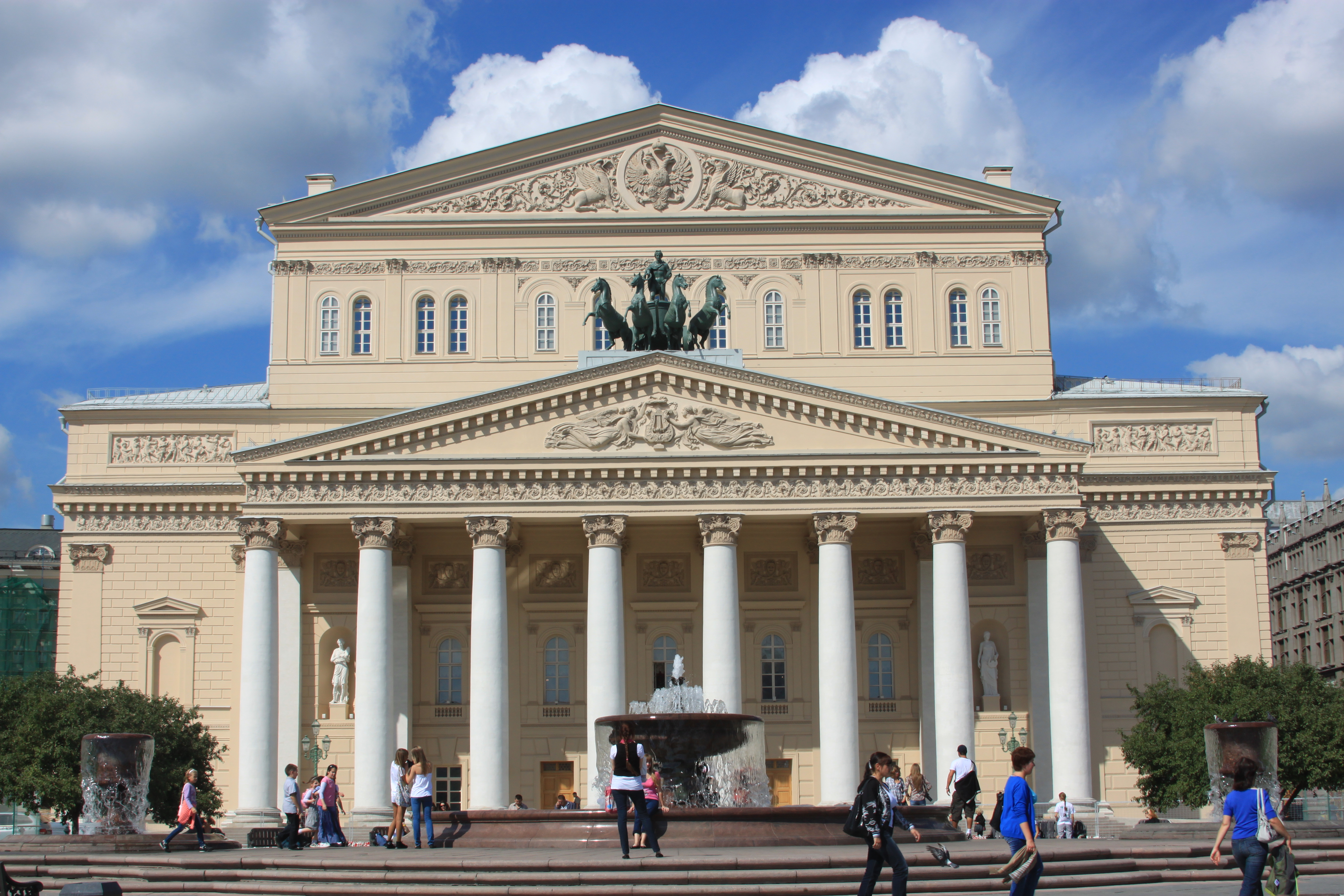
Bolsjojteatern 2011

Bolsjojteatern har en stabil uppsättning produktioner, som uppförs regelbundet. Normalt introduceras 2-4 nya baletter och operor varje säsong och ett motsvarande antal utgår ur repertoaren. Kläder och rekvisita brukar komma från teaterns egna verkstäder och skrädderier. Skådespelarna kommer oftast från teaterns egen balettensemble, men gästföreställningar förekommer ibland. Efter Sovjetunionens sammanbrott har man försökt begränsa sitt beroende av statsbidrag. Vissa produktioner har sponsrats av företag, men staten är fortfarande en dominerande inkomstkälla.
Bolsjojteatern har alltid varit särskilt förknippad med balett. Den kanske mest välkända är Tjajkovskijs Svansjön som uppfördes första gången den 4 mars 1877.
Efter Stalins död började teatern turnera och uppföra gästspel i andra länder. Den blev en viktig del av Sovjetunionens kulturella prestige och även en viktig inkomstkälla. "Bolsjojbaletten" blev ett begrepp i västvärlden. Turnéerna har fortsatt även under den postsovjetiska eran.

## Restaurering 2005-2011
Bolsjojteaterns huvudbyggnad återinvigdes den 28 oktober 2011 efter att ha varit stängd för ombyggnad sedan 2005. Det är den mest omfattande restaureringen i Bolsjojteaterns historia. Den beräknades kosta 730 miljoner dollar och betalades av den ryska staten. Ombyggnaden förbättrade akustiken vilken led skada under sovjettiden. Nya kristallkronor installerades, exakta kopior av dem som lyste upp salongen före revolutionen. En underjordisk repetitionssal byggdes. Antalet åskådarplatser minskades till 1720. På toppen av fasaden kommer det ursprungliga ryska statsvapnet att sättas upp på den plats där den sovjetiska hammaren och skäran hängde i decennier.
Återinvigningen den 28 oktober 2011 skedde med en festföreställning i närvaro av premiärminister Medvedev och president Putin. Den första föreställning att ha premiär efter återinvigningen blev Glinkas opera Ruslan och Ljudmila.
Den Nya Bolsjojteatern, som ligger jämte den gamla, byggdes på bara sex månader. Den fortsätter att ge en omfattande repertoar av konserter och andra föreställningar.

### Noter

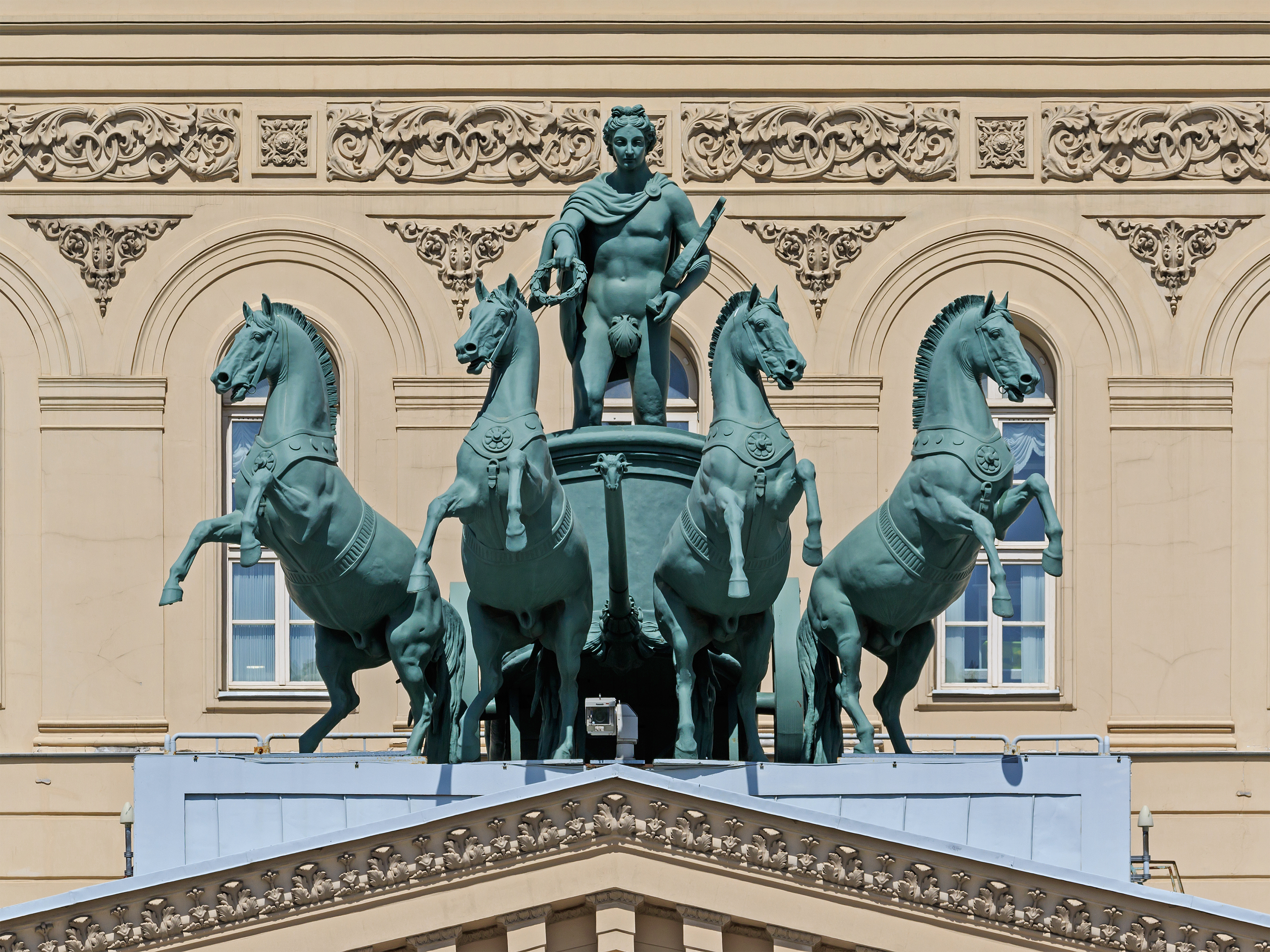
Bolsjojteaterns quadriga, skulpterad av Peter Clodt von Jürgensburg.